# کالاتیا اورانتا
کالاتیا اورانتا(نام علمی: Calathea ornata) نام یک گونه از تیره مارانتائیان است.